# Larry Lieber
Lawrence D. Lieber (/ˈliːbər/; sinh ngày 26 tháng 10 năm 1931) là một họa sĩ truyện tranh và nhà văn người Mỹ nổi tiếng là đồng tác giả của các siêu anh hùng Marvel Comics Iron Man, Thor và Ant-Man; cho thời gian dài của mình cả viết và vẽ Marvel Western Raw leather Kid; và để minh họa cho truyện tranh trên báo The Amazing Spider-Man từ năm 1986 đến tháng 9 năm 2018. Từ năm 1974 đến năm 1975, ông là biên tập viên của Atlas/Seaboard Comics.
Lieber là em trai của nhà văn, biên tập viên và nhà xuất bản của Marvel Comics, Stan Lee.